# Душевна рана (фільм)
Душевна рана (тур. Gönül Yarası) — турецький фільм 2005 року, знятий Явузом Тургулом.

## Сюжет
Після 15 років роботи вчителем у селі Назим повертається в Стамбул. Там він зустрічає знайомого, який пропонує йому попрацювати таксистом. Одного разу Назим знайомиться з жінкою на ім'я Дюнья, яку переслідує її колишній чоловік Халіль. Назим хоче допомогти Дюньї і її дочці Мелек, але його діти, з якими у нього складні відносини, виступають проти.

## У ролях
- Шенер Шен — Назим
- Мельтем Джумбул — Дюнья
- Тімучін Есен — Халіль
- Гювен Кирач — Мехмет
- Девін Озгюр Чинар — Пірає

## Критика
Мельтем Джумбул отримала премію «FIPRESCI Best Actress Award» Міжнародної федерації кінопреси на кінофестивалі «Palm Springs International Film Festival».
Шенер Шен здобув перемогу в номінації «кращий актор» на кінофестивалі «Золотий апельсин».
Фільм був номінований на Оскар від Туреччини, але не увійшов у шортлист. Також фільм «Душевна рана» отримав «Best Feature award» — найвищу нагороду кінофестивалю «Queens International Film Festival».
У квітні 2006 року фільм був показаний на Бостонському кінофестивалі турецького кіно.